# Amwas

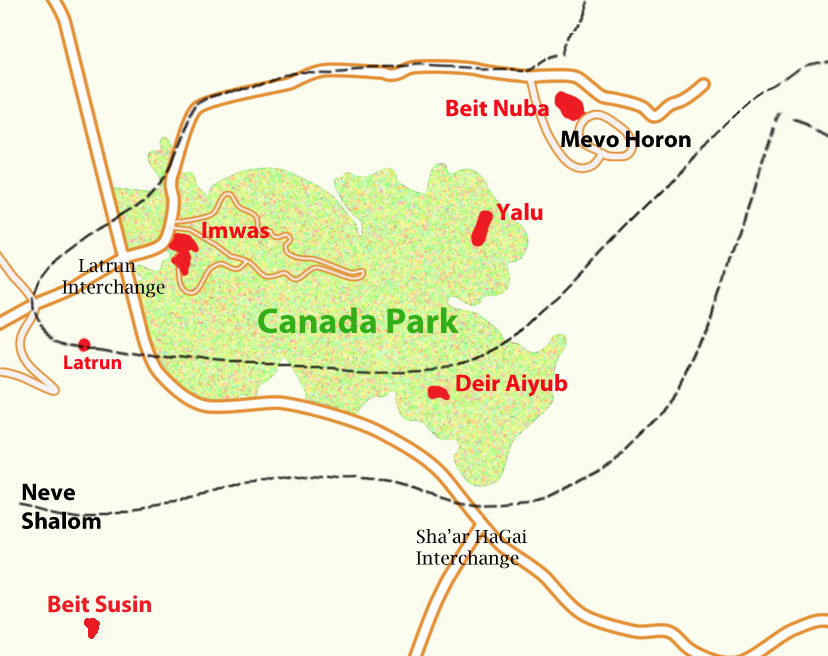
L'actuel parc Canada et l'emplacement des anciens villages rasés par les Israéliens.

`Amwâs (arabe : عمواس) ou `Imwâs est un ancien village palestinien dans la région du Latroun, situé à 12 km au sud-est de Ramla. Il fut complètement rasé par l'armée israélienne durant la guerre des Six Jours sur ordre de Yitzhak Rabin durant la Naksa en 1967, comme deux autres villages du Latroun, Yalo (Cisjordanie) (en), et Beit Nouba,.
Sur le site de l'ancien village se trouve aujourd'hui le parc national Canada-Ayalon, créé avec l'aide de la communauté juive du Canada.
En 1991 la CBC News canadienne présente au sujet de ce parc naturel un documentaire, Park With No Peace qui provoque un émoi dans plusieurs pays. . Des personnes qui avaient financé le parc demandent que leurs noms soient effacés des plaques qui leur rendaient hommage : les dons canadiens étant déductibles des impôts, le financement du parc « porte atteinte aux lois internationales ». En 2020 la cinéaste palestinienne Razan AlSalah réalise Canada Park, également centré sur ce lieu.
Le site d'Amwas fait partie des sites possibles de la ville d'Emmaüs citée dans un épisode du dernier chapitre de l'Évangile selon Luc.